# Gomphotherium
Gomphotherium is een geslacht van uitgestorven slurfdieren. Het geslacht omvat meerdere soorten die in van Laat-Oligoceen tot Vroeg-Plioceen in de Oude Wereld en Noord-Amerika leefden.

## Ontwikkeling
Gomphotherium ontwikkelde zich in het Laat-Oligoceen (circa 28 miljoen jaar geleden) in oostelijk Afrika. Na het sluiten van de Tethysoceaan kon Gomphotherium zich ongeveer 18 miljoen jaar geleden via de ontstane landbrug verspreiden naar Eurazië. Twee miljoen jaar later bereikte dit slurfdier Noord-Amerika en Gomphotherium verspreidde zich zuidwaarts tot in Panama. Zo was Gomphotherium in het Mioceen wijdverspreid over de Oude Wereld en Noord-Amerika. Gomphotherium overleefde in Amerika tot in het Vroeg-Plioceen (tot circa 5 miljoen jaar geleden), terwijl het geslacht in Eurazië al in de loop van het Mioceen (rond 10 miljoen jaar geleden) plaats maakte voor meer ontwikkelde gomphotheriën.

## Kenmerken
Gomphotherium had het formaat van een Aziatische olifant. G. steinheimense uit Midden-Europa is de grootst bekende soort met een mannelijk exemplaar met een schouderhoogte van 3,17 meter, een lengte van ongeveer vijf meter en een geschat gewicht van ruim zes ton. Het fossiel van dit exemplaar is gevonden bij Mühldorf in Beieren. De Noord-Amerikaanse G. productum had een schouderhoogte van ongeveer twee meter. Gomphotherium had een lange, lage schedel, wat een kortere slurf dan bij olifanten suggereert. Het dier had vier slagtanden: twee in de bovenkaak en twee in de verlengde onderkaak. De twee onderste slagtanden liepen parallel in de vorm van een schep en Gomphotherium gebruikte deze slagtanden vermoedelijk voor het uitgraven van planten. De slurf werd gebruikt om bladeren en ander plantaardig materiaal te pakken. Gomphotherium had verschillende soorten planten. De staart was kort. Er was sprake van seksueel dimorfisme met onder meer een krachtigere en massievere bouw van de schedel en langere slagtanden bij mannelijke dieren in vergelijking met de vrouwelijke dieren.

## Fossiele vondsten

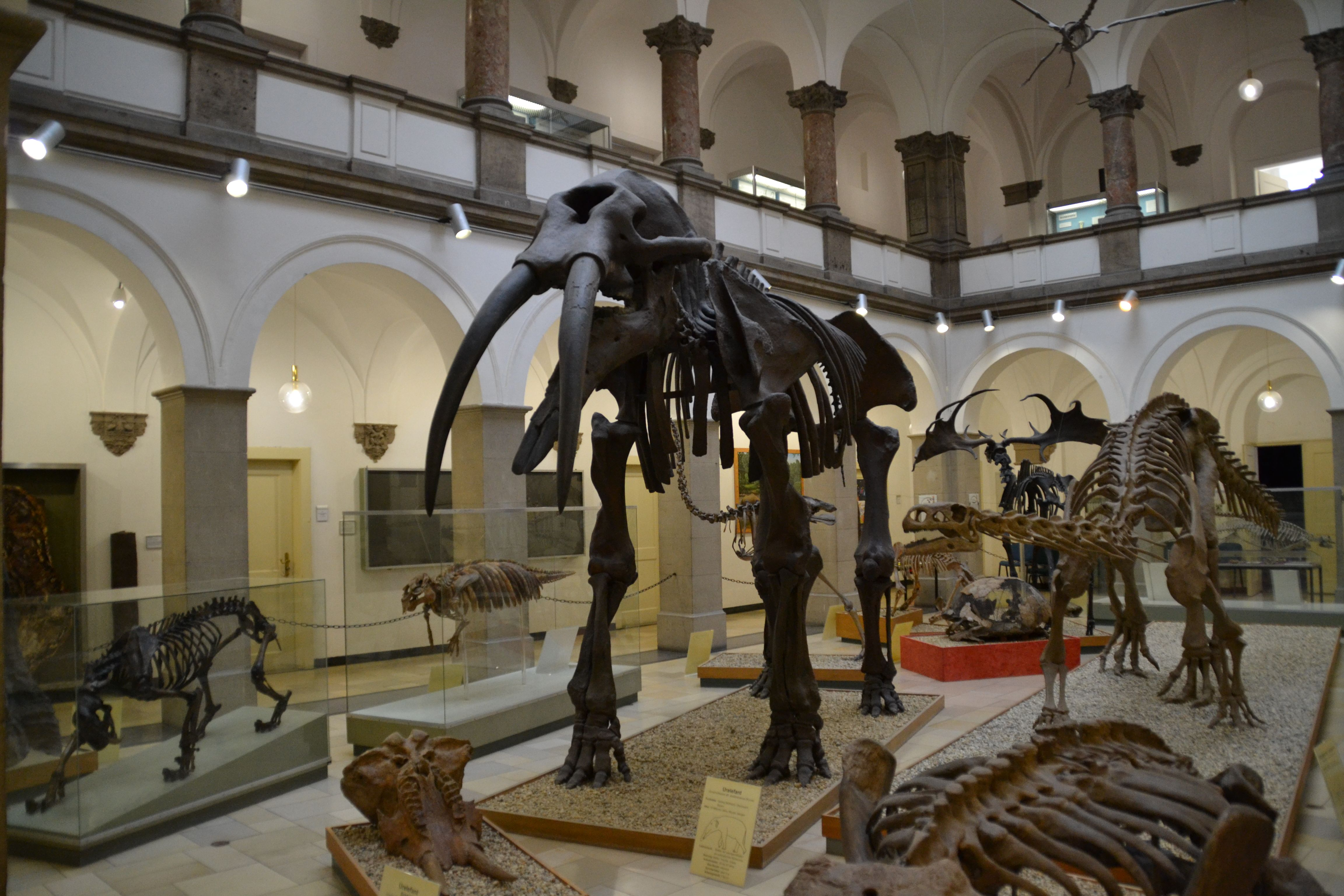
Gomphotherium van Gweng, in 1971 opgegraven bij Mühldorf

Fossielen van Gomphotherium zijn in een groot landen gevonden:
- Afrika: Egypte, Ethiopië, Kenia, Namibië en Tunesië
- Europa: Duitsland, Frankrijk, Oekraïne, Oostenrijk, Polen, Portugal, Roemenië, Rusland, Spanje, Tsjechië en Zwitserland
- Azië: China, India, Noord-Korea, Pakistan, Saudi Arabië, Thailand en Turkije
- Amerika: de Amerikaanse staten Californië, Colorado, Florida, Kansas, Louisiana, Maryland, Nebraska, North Carolina, Nevada, New Mexico, Oregon, Oklahoma, South Dakota en Texas, Mexico, Guatemala, El Salvador, Honduras, Costa Rica (Curré-formatie)  en Panama (Alajuela-formatie)

## Soorten
Er is een groot aantal soorten benoemd voor het geslacht Gomphotherium, maar de validiteit van diverse soorten is omstreden. Sommige wetenschappers erkennen bijvoorbeeld slechts één Noord-Amerikaanse soort, G. productum, terwijl andere wetenschappers meerdere soorten onderscheiden.
Bij een revisie van de Midden-Amerikaanse vondsten werd Rhynchotherium blicki hernoemd naar Gomphotherium hondurensis. G. hondurensis verscheen 7 miljoen jaar geleden in Midden-Amerika. Het is daarmee geologisch jonge en ontwikkelde soort.